# Nagjuttuuq
Nagjuttuuq, voorheen Vansittart Island, is een van de onbewoonde Canadese Arctische Eilanden in de regio Kivalliq in Nunavut. Het is gelegen in het Foxebekken ten noorden van Southamptoneiland en heeft een oppervlakte van 997 km².
Het eiland ligt ten zuiden van het Melville-schiereiland. Ten westen van het eiland ligt de Frozen Strait met het eiland Qikiqtaaluk aan de overzijde dat ten noorden van Southamptoneiland ligt. Naar het noordwesten ligt de Repulse Bay.